# Oxygen (film 1999)
Oxygen è un film del 1999 diretto da Richard Shepard, con Maura Tierney e Adrien Brody.

## Trama
La ricca signora Frances Hannon viene sequestrata da due uomini che la chiudono, ancora viva, all'interno di una cassa che viene seppellita nel bel mezzo di un bosco alla periferia di New York. La mente dell'operazione è uno psicopatico che si fa chiamare "Harry Houdini" e che chiede un milione di dollari per rivelare al marito dove è seppellita la cassa prima che finisca l'ossigeno a disposizione della donna. Sul caso inizia a indagare la poliziotta Madeline Foster.